# Binding (software)
Een binding is in de softwarewereld een verbinding tussen een programmeertaal en softwarebibliotheek of een door een besturingssysteem aangeboden functionaliteit.
Veel softwarebibliotheken zijn geschreven in systeemprogrammeertalen zoals C of C++. Om deze bibliotheken aan te kunnen spreken vanuit een andere programmeertaal (veelal "hogere" talen zoals Java) is er een binding nodig.
Het is efficiënter om een bibliotheek te hergebruiken via een dergelijke vertalings-interface dan de gehele bibliotheek te herschrijven voor gebruik met één specifieke taal, en daarnaast kunnen sommige algoritmen simpelweg niet (efficiënt) in een hogere taal geïmplementeerd worden.